# Дошане

Племя на карте

Дошане — средневековое западнославянское племя, которое входило в племенной союз лютичей и, возможно, было группой племени стодорян, которые жили на реке Хафель — правом притоке Лабы, а также в верховьях Доссе. Впервые упоминаются в 946 году, когда они были включены в Хафельбергскую епархию.